# Уряди центральні та надвірні Корони Польської
Уряди центральні та надвірні Корони Польської — загальнодержавні та надвірні посади 14—18 століть.
Поділ урядів (див. Урядник) на центральні, тобто такі, що мали загальнодержавне значення, та надвірні (двірські), які були пов'язані з функціонуванням двору монарха, є досить умовним. Неможливість строгого розмежування багатьох урядів спричинена патримоніальним характером монаршої влади раннього часу, що призводив до поширення повноважень двірських достойників на справи всієї держави, а також частим поєднанням функцій урядників обох видів пізніше.
Початково для потреб монархії використовувалася ієрархія урядників окремих земель, переважно Краківського воєводства (у першу чергу — уряди канцлера і підканцлера, а також церемоніальні — типу мечника чи хорунжого). За останніх Пястів з'явилися уряди, які не мали земських відповідників, — підскарбій, кухмістр, крайчий, маршалок.
За Владислава II Ягайла постали перші двірські уряди, що дублювали, принаймні за назвою, земські: надвірні чашник і підчаший, по смерті Владислава II Ягайла — надвірний підстолій; за Стефана Баторія (1576) зустрічається окремий уряд надвірного (пізніше — великого) ловчого, за Владислава IV Ваза — надвірного стольника; 1576 року остаточно утвердився окремий уряд надвірного мечника; за останніх Ягеллонів з'явилися надвірні уряди обозного, конюшого, стражника.
Перетворення частини надвірних урядів на центральні (загальнодержавні) теж відбувалося досить повільно: початок процесу припадає на кінець 14 ст. (найраніше загальнодержавного характеру набули уряди канцлера і підканцлера). Цей процес виявлявся як у зміні титулатури (від лат. domini regis чи лат. noster до лат. Regni чи лат. Regni Polonie), так і в дублюванні урядів: великий маршалок коронний і маршалок надвірний, підскарбій коронний і підскарбій надвірний, гетьман великий коронний і гетьман польний коронний та ін. Дублювання переважно було викликане потребою в заступнику за відсутності головного урядника. Існування урядів скарбника і підскарбія пояснюється поділом скарбу на державний і двірський (1590). Однак, схоже, важливу роль у збільшенні чисельності урядників, як центральних, так і земських, відігравала потреба магнатерії і шляхетського загалу в обійманні уряду як частини кар'єри, що збігалося з інтересами монархів, чия політика роздавання урядів була важливим елементом творення груп підтримки, а також джерелом поповнення скарбу. Дублюючі уряди часто поставали ситуативно, у зв'язку з тимчасовою необхідністю за волею короля чи вального сейму, однак поступово одноразова функція набувала статусу уряду.
До сенату (див. Сенат Речі Посполитої) із 1569 року входили відповідно до ієрархії: великий маршалок коронний, канцлер коронний, підканцлер коронний, підскарбій коронний, маршалок надвірний, із 1775 року — підскарбій надвірний, із 1768 року — обидва гетьмани (усі ці урядники — т. зв. міністри).
Надання урядів було королівською прерогативою, закріпленою Кошицьким привілеєм 1374 року. Це стосувалося, передовсім, сенаторських і двірських урядів та найвищих церковних посад. Виняток становили лише канцлери і гетьмани, які обиралися вальним сеймом. Король також визначав одного з-поміж 4-х претендентів на земські уряди підкоморія, судді, підсудка та писаря, обраних на шляхетських сеймиках. Уряди надавалися номінанту пожиттєво («доживотньо»), окрім надзвичайних ситуацій (зокрема зради), або до отримання ним рівноцінного чи вищого уряду. Досить поширеною була практика продажу урядів, від найвищих, сенаторських, до найнижчих, земських. Особливого поширення така практика набула в 17 ст. за Владислава IV. Вальний сейм 1699 року заборонив продаж урядів, однак цей захід виявився недієвим. Траплялися випадки перепродування урядів, однак у цьому разі потребувалася згода короля. Існувала заборона поєднання деяких урядів, зокрема канцлера зі старостою (див. Староство), каштеляном чи воєводою, хоча вона не раз порушувалася.
Номенклатура центральних і надвірних урядів: генерал артилерії, великий гетьман, польний гетьман, інстигатор, канцлер, конюший, крайчий, кухмістр, ловчий, великий маршалок, надвірний маршалок, мечник, обозний, польний писар, великі писарі духовний і світський, підканцлер, підчаший, підкоморій, підскарбій, підстолій, референдарі духовний і світський, великі секретарі духовний і світський, стольник, польний і великий стражники, великий хорунжий, надвірний хорунжий, чашник.